# Anommatoptera maculifolia
Anommatoptera maculifolia är en insektsart som först beskrevs av Jacques Millot och Maurice Maindron 1870.  Anommatoptera maculifolia ingår i släktet Anommatoptera och familjen vårtbitare. Inga underarter finns listade i Catalogue of Life.